# Fall Aristotelis Goumas
Der Fall Aristotelis Goumas ereignete sich am 12. August 2010 in Himara in Albanien, als der 37-jährige Ladenbesitzer Aristotelis Goumas auf seinem Motorrad von drei albanischen Männern aus Vlora mit einem Auto angefahren wurde und dabei tödliche Verletzungen erlitt.

## Ereignis
Am Morgen des 12. August 2010 sprachen drei albanische Männer aus der Stadt Vlora Goumas in seinem Laden in Himara, wo viele Griechen wohnen, an. Die Männer forderten ihn laut Augenzeugen auf, mit ihnen nicht griechisch zu sprechen. Als Goumas dies verweigerte, folgte eine Auseinandersetzung. Die Männer griffen Goumas an. Als Goumas Stunden später seinen Laden verließ, beobachteten Kunden auch die drei Männer beim eiligen Verlassen des Ladens. Freunde des Ladenbesitzers schöpften Verdacht, folgten Goumas und fanden ihn blutend auf einem Bürgersteig etwas außerhalb der Stadt liegen. Sein Motorrad zeigte Spuren eines Verkehrsunfalles. Laut Polizeiangaben rammten die Männer Goumas auf seinem Motorrad mit ihrem Wagen, wobei ihm tödliche Verletzungen zugefügt wurden. Anschließend überfuhren sie Goumas zweimal, um sicher zu sein, ihn getötet zu haben. Daraufhin flohen die Männer.

## Reaktionen
Der Tod und der Mangel an unmittelbaren Reaktionen der Polizei lösten Empörung in der mehrheitlich von Griechen bewohnten Region Himara aus. Demonstranten blockierten die Autobahn zwischen den Städten Vlora und Saranda mit Steinen und Mitarbeiter der Stadt legten demonstrativ kurzzeitig die Arbeit nieder. Griechischen Stimme zufolge war Goumas’ Ermordung der Höhepunkt einer Serie von Provokationen seitens albanischer Nationalisten in der Stadt Himara. Die ansässigen Griechen forderten zudem – mit der Begründung, dass diverse Übergriffe auf Griechen angezeigt wurden, ohne dass sich die Polizei dafür interessiert habe – die Ersetzung einiger Polizisten der Polizeistelle von Himara.
Erste Berichte in albanischen Medien sprachen von einem Verkehrsunfall, ausgelöst durch gefährliches Fahren. Der albanische Premierminister Sali Berisha verurteilte den Vorfall jedoch ungewöhnlich scharf: Die Tat sei ein Akt von extremem und blindem Fanatismus. Weiterhin forderte er von den Polizeistellen, jede Anstrengung zu unternehmen, um die Täter zu finden und sie vor Gericht zu stellen. Goumas’ Tod wurde zudem von mehreren albanischen Parteien verurteilt.
Der griechische Bürgermeister von Himara, Vasillaq Harilla Bollano, sprach von einem „vorsätzlichen Verbrechen“, da die Tatverdächtigen das Opfer über Tage hinweg provoziert hätten. Vangjel Dule, Vorsitzender der Partei für Menschenrechte, die die Rechte der Griechen in Albanien vertritt, brachte eine Umstrukturierung der Polizei in Himara ins Gespräch, indem er vorschlug, mehr ortsansässige Bewohner Himaras in die dortige Polizei einzugliedern.
Der Vorfall wurde auch in den griechischen Medien thematisiert und die griechische Regierung verurteilte die Tat. Griechenlands Premierminister Giorgos Papandreou verurteilte den Vorfall scharf mit den Worten, dass der wachsende Nationalismus extremistischer Gruppen Albaniens, der die griechische Minderheit zunehmend zur Zielscheibe nehme, ein ernstes Problem sei. Er warnte auch vor einer Zunahme nationalistischer Aktivitäten in Albanien aufgrund der Tat. Der Sprecher des griechischen Außenministeriums, Dimitris Delavekouras, sagte, die Täter handelten aus ethnischen Vorurteilen heraus und derartige Vorfälle führten vermehrt zu ethnischen Spannungen sowie zur Verschlechterung der griechisch-albanischen Beziehungen. Er forderte eine „schnelle und saubere“ Gerechtigkeit und unterstrich, dass der Respekt gegenüber Minderheiten ein Kriterium für die EU-Mitgliedschaft sei. Auch mehrere oppositionelle griechische Parteien verurteilten den Vorfall scharf und verlangten von der griechischen Regierung, alle Maßnahmen für die Sicherstellung umfangreicher Untersuchungen einzuleiten. Der Fall war Gegenstand von vier parlamentarischen Anfragen ans Europäische Parlament.
Die albanische Polizei behandelte das Verbrechen von Anfang der Untersuchungen an als Mordfall und begann sofort mit der Fahndung in der Region. Sieben Verdächtige im Alter von 19 bis 22 Jahren wurden festgenommen. Der Hauptverdächtige, Ilir Mukaj aus Vlora, blieb allerdings noch auf freiem Fuß. Er stellte sich der Polizei am 15. August. Insgesamt wurden sieben Männer angeklagt, drei wegen des Mordes an Goumas und vier wegen des Versteckens der Tatverdächtigen.
Wenige Tage nach der Tat hielten zwei Wagen, die auf dem Weg von Vlora nach Saranda waren, vor Goumas’ Haus und schossen in die Luft. Goumas’ Familie, die sich zu der Zeit im Haus befand, rief die Polizei, die daraufhin Augenzeugen befragte und Patronenhülsen aufsammelte.
Eine Büste wurde ein Jahr nach seinem Tod anlässlich eines Trauergottesdiensts in Himara enthüllt.